# گاما ذات‌الکرسی
گاما ذات‌الکرسی (به چینی تسی یعنی تازیانه) یک ستاره است که در صورت فلکی ذات‌الکرسی قرار دارد.
گاما ذات‌الکرسی یا تازیانه یکی از ستارگان شاخص برای تعیین ساعت ستاره‌ای است.